# American Football Bond Nederland
De American Football Bond Nederland (AFBN) is de overkoepelende bond voor American football in Nederland. De AFBN is opgericht in 2001 na de fusie van de Nederlandse American Football Federatie (NAFF) en de American Football League Nederland (AFLN).

## Historie

### Nederlandse American Football Federatie (NAFF)
De Nederlandse American Football Federatie (NAFF) werd opgericht op 4 november 1984 door bemiddeling tussen Bob de Jong van Veronica en de Nederlandse Sport Federatie (NSF). In het volgende jaar, in 1985, werd de NAFF lid van het NOC*NSF. Ook trad de bond toe tot de European Football League (EFL), die tegenwoordig European Federation of American Football (EFAF) heet.
In 1985 ging de eerste Nederlandse Americanfootballcompetitie van start. In de hoogste en vooralsnog enige divisie startten acht teams, die het tegen elkaar opnamen voor een plaats in de finale van het Nederlands kampioenschap. De finale, die alleen in het eerste jaar Super Bowl heette, wordt vanaf 1986 Tulip Bowl genoemd en wordt nog elk jaar georganiseerd.
Op 1 mei 1986 werd ook de organisatie American Football Officials Nederland (AFON) opgericht, die fungeert als onpartijdige partij en die scheidsrechters opleidt en levert voor wedstrijden. In het begin werden Amerikanen aangetrokken om wedstrijden te fluiten en mensen tot scheidsrechter op te leiden.

### American Football League Nederland (AFLN)
In 1997 scheidden vier teams uit de NAFF zich af en vormden een eigen bond onder de naam American Football League Nederland (AFLN). De bond organiseerde een eigen competitie. Deze ging in 1998 voor het eerst van start en werd dat jaar gewonnen door de Rotterdam Trojans.

### American Football Bond Nederland (AFBN)
De sport nam na 1998 in populariteit toe en het aantal Americanfootballteams in Nederland groeide. In 2001 fuseerden de NAFF en de AFLN tot de American Football Bond Nederland (AFBN). Het was nu mogelijk om meerdere divisies in Nederland te organiseren. In de beste jaren van het American football in Nederland bestonden er drie divisies met clubs verspreid over heel Nederland. In 2002 werd er maar een halve competitie gespeeld door een tekort aan goed opgeleide scheidrechters.

## Georganiseerde competities
Van het seizoen 2000-2001 tot het seizoen 2004-2005 waren er drie Americanfootballdivisies in Nederland. Sinds het seizoen 2005-2006 zijn dat er nog maar twee.
Tevens zijn er diverse spelvormen voor de jeugd waarbij de jongsten flag football spelen, dat wil zeggen zonder beschermende uitrusting. Men "tackelt" de baldrager door een van de twee lintjes die hij om zijn middel draagt af te trekken. De wat oudere jeugd speelt wel full contact.
Sinds het seizoen 2014 wordt er in twee divisies gespeeld, waarbij de Eerste Divisie uit twee groepen bestaat. Na de play-offs aan het einde van het seizoen promoveert de winnaar uit de Eerste Divisie naar de Eredivisie en niemand degradeert uit de Eerste Divisie. De Maastricht Wildcats keren weer terug in de competitie na een jaar afwezigheid, zij nemen de plaats in van de opgeheven Nieuwegein New Legends.
Echter doordat verschillende teams in het seizoen 2015-2016 niet in staat waren om volwaardige teams op het veld te zetten, werd besloten om de Eredivisie onder te brengen in een twee divisie systeem en de eerste divisie weer samen te voegen tot 1 divisie.
In de huidige speelvorm spelen teams in de eerste divisie tegen elke tegenstander 2 keer. 1 keer uit en 1 keer thuis. 
De eredivisie wordt gespeeld in 2 verschillende pools. 

### Eredivisie
- Groningen Giants
- Lightning Leiden
- Maastricht Wildcats
- Utrecht Dominators
- Amsterdam crusaders

### Eerste divisie
- Den Haag Raiders
- West Frisian Outlawz
- Eindhoven Raptors
- Alphen Eagles
- Hilversum Hurricanes
- Arnhem Falcons
- gladiators

## Opgeheven teams
- Alkmaar Aces
- Almelo Phantoms
- Almere Jets
- Amersfoort Spartans
- Amstelveen Barchetta's
- Amsterdam Rams
- Amsterdam Blackfoot Indians
- Arnhem Running Bears
- Assen Bulldogs
- Badhoevedorp Bad Bulls
- Breda Barons
- Brunssum Bears
- Delft Dragons
- Den Bosch Chargers
- Den Helder Rebels
- Ede Tigers
- Eindhoven Alleycats
- Enschede Warriors
- Groningen Tigers
- Haarlem Hawks
- Heerlen Cougars
- Heerlen Mountaineers
- Heerlen Strikers
- Heerlen NEC Lions
- Helmond Powerbulls
- Hoorn Stallions
- West Frisian Outlaws (voorheen: Hoorn Unicorns )
- IJmuiden Coasters
- Kamper Cardinals
- Kennemer Coasters
- Landgraaf Strikers
- Lelystad Lizards
- Maastricht Jaguars
- Made Mustangs
- Meppel Scorpions
- Middelburg Mustangs
- Nieuwegein New Legends
- Nijmegen Centurions
- Purmerend Knights
- Purmerend Longhorns
- Rotterdam Bears
- Rotterdam Knights
- Rotterdam Scouts
- Skinlo Barbarians
- Spike City Chiefs
- The Hague Raiders
- The Hague Royals
- Tilburg Steelers (voorheen: Footballclub The Sting)
- Tilburg Wolves
- Utrecht Vikings
- Veldhoven Longhorns
- Zaandam Giants
- Zoetermeer Black Angels
- Zwijndrecht Razorbacks (later known as the Dordrecht Razorbacks and Reeland Razorbacks)
- Zwolle Warriors

## Nederlands Team
Het Nederlands American Football Team, ook wel genaamd "The Dutch Lions", is de nationale Americanfootballploeg die uitkomt onder de vlag van de American Football Bond Nederland (AFBN).

## Ledenaantallen
Hieronder de ontwikkeling van het ledenaantal en het aantal verenigingen:
| Jaar | Ledenaantal | Verenigingen |
| ---- | ----------- | ------------ |
| 2023 | 1.808       | 21           |
| 2022 | 1.586       | 22           |
| 2021 | 2.203       | 30           |
| 2020 | 1.552       | 22           |
| 2019 | 1.778       | 38           |
| 2018 | 1.780       | 61           |
| 2017 | 1.746       | 21           |
| 2016 | 1.704       | 21           |
| 2015 | 1.440       | 18           |
| 2014 | 1.667       | 20           |
| 2013 | 1.401       | 20           |
| 2012 | 1.494       | 19           |
| 2011 | 1.720       | 22           |
| 2010 | 1.513       | 22           |
| 2009 | 1.760       | 21           |
| 2008 | 1.562       | 21           |
| 2007 | 1.928       | 22           |
| 2006 | 1.928       | 22           |
| 2005 | 1.300       | 22           |
| 2004 | 1.331       | 22           |
| 2003 | 1.225       | 24           |
| 2002 | 673         | 8            |
| 2001 |             | 8            |
| 1999 | 460         | 8            |
| 1996 | 633         | 17           |
| 1993 | 600         |              |
| 1990 | 645         |              |

## Tulip Bowl

### Geschiedenis
In 1985 ging de eerste Nederlandse Americanfootballcompetitie van start. In de hoogste en vooralsnog enige divisie startten acht Americanfootballteams, die het tegen elkaar opnamen voor een plaats in de finale van het Nederlands kampioenschap American football. De eerste finale heette de SuperBowl en werd gewonnen door de Amsterdam Rams ten koste van de Amsterdam Crusaders. Vanaf 1986 heette de finale Tulip Bowl.

### Uitslagen
| Jaar | Naam               | Winnaar              | Score   | Verliezer            |
| ---- | ------------------ | -------------------- | ------- | -------------------- |
| 1985 | Tulip Bowl I       | Amsterdam Rams       | 36–14   | Amsterdam Crusaders  |
| 1986 | Tulip Bowl II      | Den Haag Raiders     | 32–13   | Amsterdam Rams       |
| 1987 | Tulip Bowl III     | Amsterdam Crusaders  | 47–13   | Den Haag Raiders     |
| 1988 | Tulip Bowl IV      | Amsterdam Crusaders  | 20–17   | Amsterdam Rams       |
| 1989 | Tulip Bowl V       | Amsterdam Crusaders  | 36–00   | Amsterdam Rams       |
| 1990 | Tulip Bowl VI      | Amsterdam Crusaders  | 28–22   | Den Haag Raiders     |
| 1991 | Tulip Bowl VII     | Amsterdam Crusaders  | 22–11   | Den Haag Raiders     |
| 1992 | Tulip Bowl VIII    | Den Haag Raiders     | 42–13   | Utrecht Vikings      |
| 1993 | Tulip Bowl IX      | Amsterdam Crusaders  | 31–33   | Den Haag Raiders     |
| 1994 | Tulip Bowl X       | Den Haag Raiders     | 20–60   | Tilburg Steelers     |
| 1995 | Tulip Bowl XI      | Tilburg Steelers     | 26–60   | Rotterdam Trojans    |
| 1996 | Tulip Bowl XII     | Rotterdam Trojans    | 4–0     | Amsterdam Crusaders  |
| 1997 | Tulip Bowl XIII    | Rotterdam Trojans    | 17–10   | Amsterdam Crusaders  |
| 1998 | Tulip Bowl XIV     | Amsterdam Crusaders  | 20–11   | Hilversum Hurricanes |
| 1999 | Tulip Bowl XV      | Amsterdam Crusaders  | 36–00   | Hilversum Hurricanes |
| 2000 | Tulip Bowl XVI     | Hilversum Hurricanes | 24–00   | Amsterdam Crusaders  |
| 2001 | Tulip Bowl XVII    | Hilversum Hurricanes | 7–6     | Limburg Wildcats     |
| 2002 | Tulip Bowl XVIII   | Amsterdam Crusaders  | 7–0     | Rotterdam Trojans    |
| 2003 | Tulip Bowl XIX     | Amsterdam Crusaders  | 6–2     | Hilversum Hurricanes |
| 2004 | Tulip Bowl XX      | Amsterdam Crusaders  | 22–60   | Hilversum Hurricanes |
| 2005 | Tulip Bowl XXI     | Amsterdam Crusaders  | 18–60   | Hilversum Hurricanes |
| 2006 | Tulip Bowl XXII    | Amsterdam Crusaders  | 027–20a | Delft Dragons        |
| 2007 | Tulip Bowl XXIII   | Maastricht Wildcats  | 25–16   | Amsterdam Crusaders  |
| 2008 | Tulip Bowl XXIV    | Amsterdam Crusaders  | 20–80   | Maastricht Wildcats  |
| 2009 | Tulip Bowl XXV     | Amsterdam Crusaders  | 33–70   | Lightning Leiden     |
| 2010 | Tulip Bowl XXVI    | Amsterdam Crusaders  | 28–22   | Maastricht Wildcats  |
| 2011 | Tulip Bowl XXVII   | Maastricht Wildcats  | 16–14   | Alphen Eagles        |
| 2012 | Tulip Bowl XXVIII  | Alphen Eagles        | 34–30   | Amsterdam Crusaders  |
| 2013 | Tulip Bowl XXIX    | Alphen Eagles        | 23–12   | Amsterdam Crusaders  |
| 2014 | Tulip Bowl XXX     | Alphen Eagles        | 14–12   | Amsterdam Crusaders  |
| 2015 | Tulip Bowl XXXI    | Amsterdam Crusaders  | 21–60   | Alphen Eagles        |
| 2016 | Tulip Bowl XXXII   | Amsterdam Crusaders  | 40–60   | 010 Trojans          |
| 2017 | Tulip Bowl XXXIII  | Amsterdam Crusaders  | 33–13   | 010 Trojans          |
| 2018 | Tulip Bowl XXXIV   | Hilversum Hurricanes | 24–13   | Lelystad Commanders  |
| 2019 | Tulip Bowl XXXV    | Amsterdam Crusaders  | 37–70   | Lelystad Commanders  |
| 2022 | Tulip Bowl XXXVI   | Amsterdam Crusaders  | 50–00   | 010 Trojans          |
| 2023 | Tulip Bowl XXXVII  | Lightning Leiden     | 14–90   | Lelystad Commanders  |
| 2024 | Tulip Bowl XXXVIII | Lightning Leiden     | 24–14   | Maastricht Wildcats  |

a na verlenging

### Records

#### Tulip Bowl deelnames
- 29 - Amsterdam Crusaders
- 8 - Hilversum Hurricanes
- 7 - Den Haag Raiders, Rotterdam Trojans/010 Trojans
- 6 - Limburg/Maastricht Wildcats
- 5 - Alphen Eagles,
- 4 - Amsterdam Rams
- 3 - Lelystad Commanders, Lightning Leiden
- 2 - Tilburg Steelers
- 1 - Delft Dragons, Utrecht Vikings

#### Tulip Bowl overwinningen
- 21 - Amsterdam Crusaders
- 3 - Hilversum Hurricanes, Alphen Eagles, Den Haag Raiders
- 2 - Rotterdam Trojans, Maastricht Wildcats, Lightning Leiden
- 1 - Amsterdam Rams, Tilburg Steelers

#### Tulip Bowl verloren
- 8 - Amsterdam Crusaders
- 5 - Hilversum Hurricanes, Rotterdam Trojans/010 Trojans
- 4 - Den Haag Raiders  Limburg/Maastricht Wildcats
- 3 - Amsterdam Rams, Lelystad Commanders
- 2 - Alphen Eagles
- 1 - Delft Dragons, Tilburgs Steelers, Utrecht Vikings, Lightning Leiden,